# 球児
球児（きゅうじ）は、SNKプレイモアから発売された5号機のパチスロ機。

## 概要
本機の最大の特徴は、設定1でも1/184、設定6で1/141という高いボーナス合成確率にある。
ボーナス後50Gのリプレイタイムに突入するWHITE SEVEN BONUS（白7BIG）と、払出し枚数が白7より若干多いRED SEVEN BONUS（赤7BIG）とがある。赤7BIGは終了してもリプレイタイムには突入しない。
なお、リプレイタイム中に赤7BIGに当選すると、ボーナス中の演出が変わる。
液晶画面に表示される演出部分の開発は『吉宗』『押忍!番長』（いずれも大都技研）や『CR五右衛門』（タイヨーエレック）等の演出を手がけたイートレックジャパンが担当したことから、発売当時は演出面でも注目を集めた。

## リール配列・制御
球児のリール配列は、非常に簡素なものとなっており、リーチ目を排除している。